# Чхоллима (журнал)
Чхоллима (кор. 천리마) — ежемесячный популярный журнал Корейской Народно-Демократической Республики, публикуемый издательством Северной Кореи «Искусство и литература» (문학예술종합출판사).

## История
Начал выходить в январе 1959 года по указанию Ким Ир Сена, кроме того он лично назвал его «Чоллима», когда вышел его первый номер. Название журнала отсылает к мифическому крылатому коню Чхоллима, скачущему по 400 километров в день. Журнал «Чхоллима» ориентирован на широкие слои рабочих, крестьян и военных страны. Первоначально был направлен на поддержку одноименного движения Чхоллима.
Журнал «Чхоллима» последовательно отражает политику Трудовой партии Кореи и публикует на своих страницах не только опыт и достижения, достигнутые в ходе реализации политики партии, но и различные советы, включая научные знания, спортивные новости, знания о здоровье и истории КНДР.
В отличие от многих других журналов страны, ориентирован на широкую аудиторию.
По данным Корейской центральной системы вещания, «Чхоллиму» жители КНДР широко читают во время обеда или отдыха, поскольку в отличие от других серьёзных пропагандистских изданий, «Чхоллима» публикует также информацию, близкую к жизни, такую как литературное творчество, продукты питания, одежда, жилье и транспорт.
Статьи журнала обычно выходят по различным тематическим рубрикам, таким как например, «Мировые мастера», «Знания о здоровье», «Знаете ли вы», «Спросите что-нибудь», а иногда включаются комиксы под названием «Стрела Ариран» (кор. 아리랑 화살). Несмотря на это, он по-прежнему имеет пропагандистский оттенок в северокорейском стиле: например, его карикатуры в основном высмеивают Южную Корею, Японию и их политику в отношении КНДР.
Журнал выпускается Пхеньянской генеральной полиграфической фабрикой на плотной бумаге. Обычно выпуск состоит примерно из 90—140 страниц. Переводится на иностранные языки с 1990-х годов, и завоевал себе определённую международную репутацию.